# Cabo de Torres
Cabo de Torres är en udde i Spanien.   Den ligger i provinsen Province of Asturias och regionen Asturien, i den norra delen av landet, 400 km norr om huvudstaden Madrid.
Terrängen inåt land är huvudsakligen platt, men åt sydväst är den kuperad. Havet är nära Cabo de Torres åt nordost.  Närmaste större samhälle är Gijón, 5,2 km sydost om Cabo de Torres. 